# Wilhelm Seyfferth

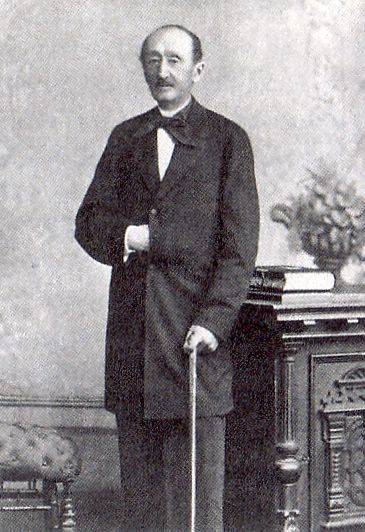
Wilhelm Theodor Seyfferth

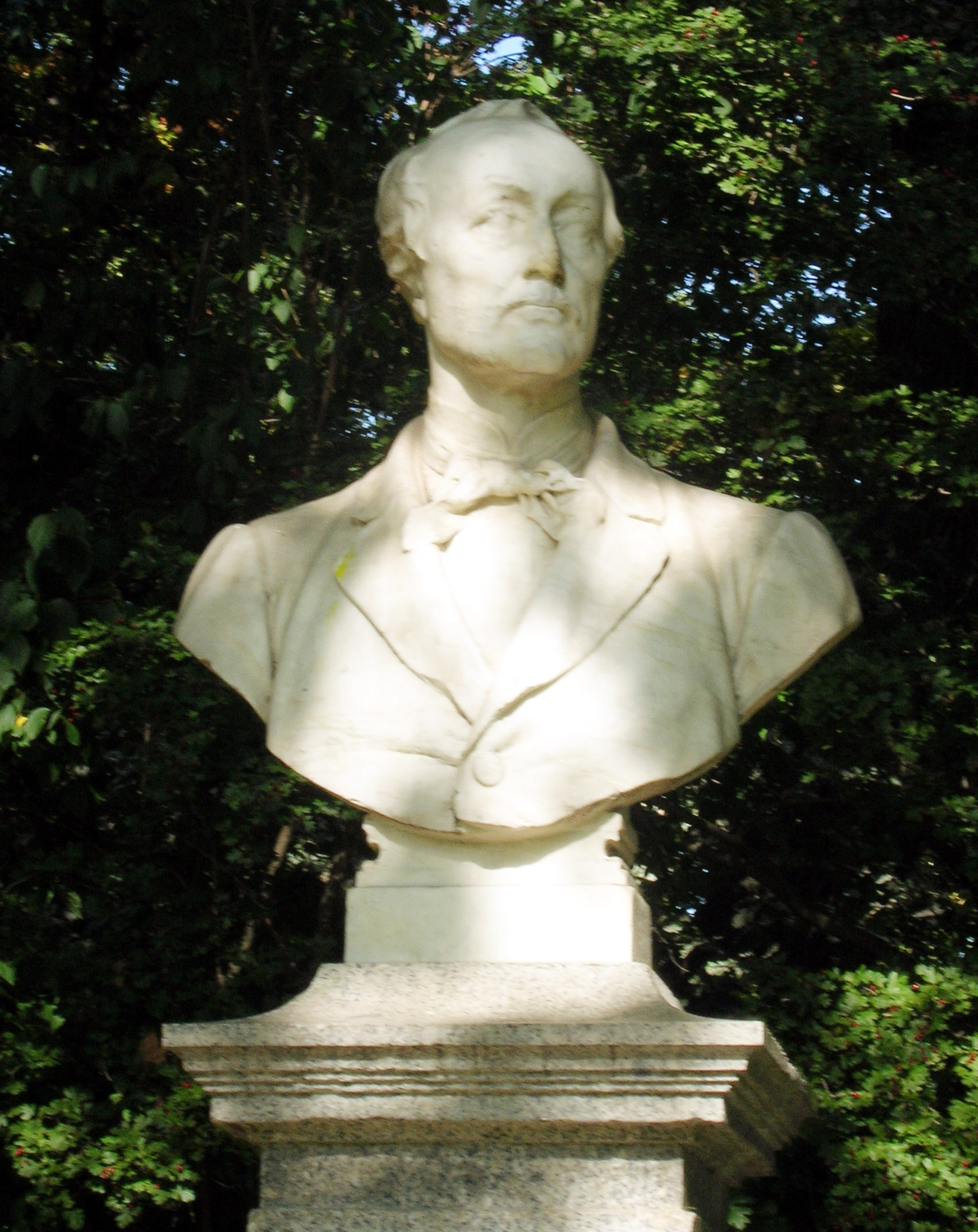
Seyfferth-Büste im Johannapark in Leipzig

Wilhelm Theodor Seyfferth (* 24. Juli 1807 in Leipzig; † 18. Juli 1881 ebenda) war ein deutscher Bankier und Unternehmer, der zu den Pionieren des deutschen Eisenbahnwesens zählt und Ehrenbürger von Leipzig war.

## Leben
Sein Vater war der aus Eilenburg stammende Wilhelm Gotthelf Ernst Seyfferth († 1832), Besitzer der Privatbank Vetter & Co. Nach dessen Tod 1832 übernahm er die Geschäfte und wurde zu einem der Gründer der Leipziger Bank. Er gehörte zu den Initiatoren der Leipzig-Dresdner Eisenbahn, die 1839 als erste deutsche Eisenbahn-Fernstrecke eröffnet wurde. Bis zum Verkauf der Eisenbahngesellschaft an den Sächsischen Staat im Jahr 1876 stand er ihr als Vorsitzender vor. Da das Konzept dieser privat finanzierten und betriebenen Eisenbahn erfolgreich war, engagierte er sich zudem 1841 bei der Gründung der Sächsisch-Bayerischen Eisenbahn, die zunächst von Leipzig nach Hof verlief. Sein Name wurde schon zu Lebzeiten (1878) auf dem Leipziger Eisenbahndenkmal verewigt.
Den Leipzigern ist er vor allem als Stifter des Johannaparks bekannt. Er widmete ihn der Erinnerung an seine Tochter Johanna Natalie Schulz, die 1858 nur 21-jährig unter tragischen Umständen starb.
Wilhelm Theodor Seyfferth war zeitweise auch Stadtrat und Stadtverordneter der Stadt Leipzig. Darüber hinaus war er ab 1843 im Direktorium der Gewandhauskonzerte tätig sowie Mitglied des Vorstandsrats des Rennbahnclubs. Außerdem war er Mitglied in der Leipziger Freimaurerloge Minerva zu den drei Palmen. 1878 erhielt er die Ehrenbürgerwürde der Stadt Leipzig.